# Zborowo
Zborowo – wieś w Polsce położona w województwie wielkopolskim, w powiecie poznańskim, w gminie Dopiewo.
Według stanu z 31 grudnia 2013 – 75 mieszkańców.

## Położenie
Ta mała popegeerowska wieś, otoczona dwoma niewielkimi lasami i polami uprawnymi, położona jest nad jeziorem Niepruszewskim w połowie drogi z Dopiewa do Więckowic, rozjazd we Fiałkowie.

## Historia

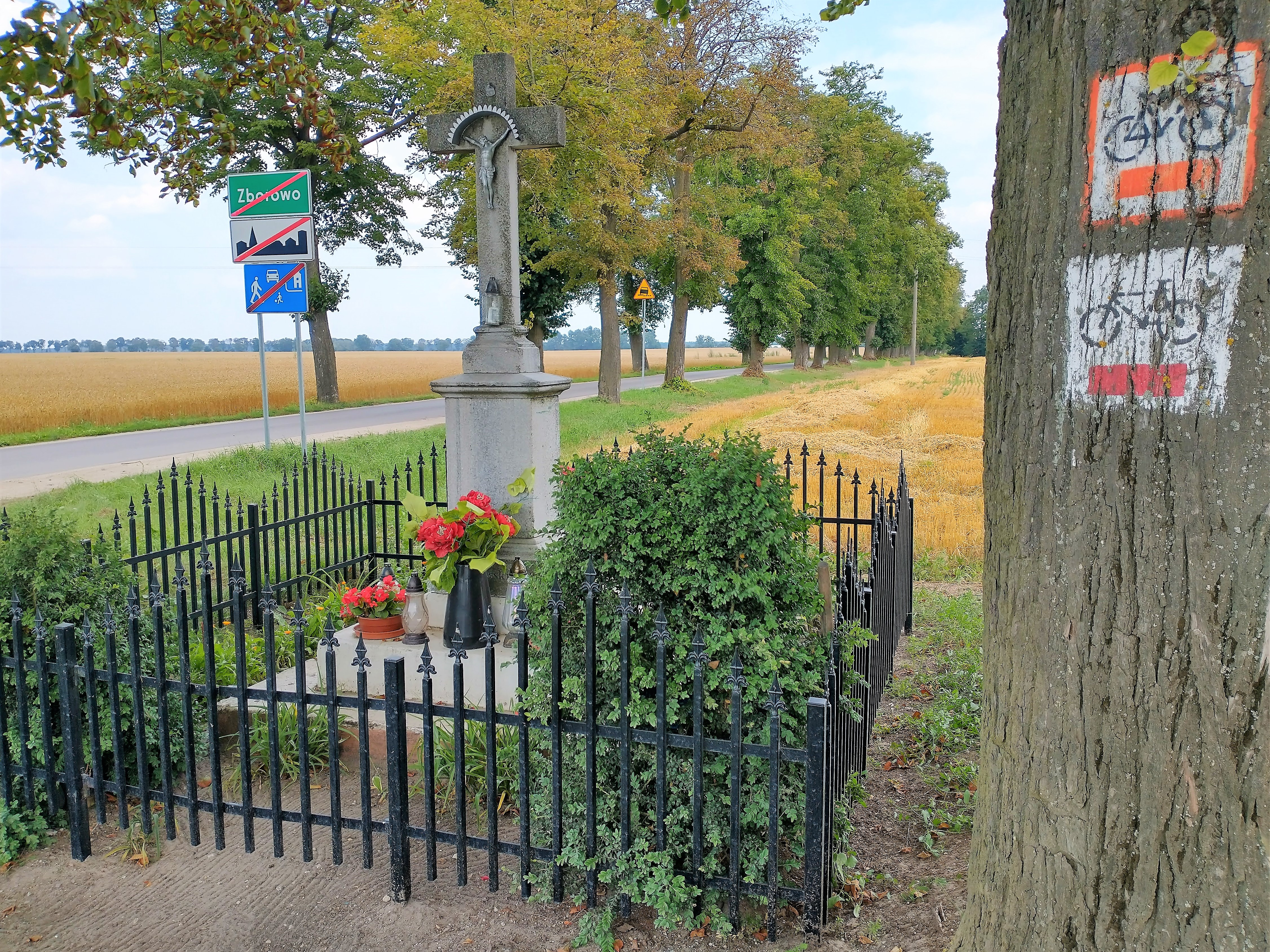
Krzyż na skraju wsi

Wieś szlachecka położona była w 1580 roku w powiecie poznańskim województwa poznańskiego.
Leon Plater w XIX-wiecznej książce pod tytułem „Opisanie historyczno-statystyczne Wielkiego Księztwa Poznańskiego” (wyd. 1846) zalicza folwark Zborowo do wsi większych w ówczesnym powiecie bukowskim, który dzielił się na cztery okręgi (bukowski, grodziski, lutomyślski oraz lwowkowski). Zborowo należało do okręgu bukowskiego i było częścią majętności prywatnej, której właścicielem był Wilke (w skład tego majątku wchodziły ponadto Cieśle oraz Zborowko). Według spisu urzędowego z 1837 roku wieś liczyła 106 mieszkańców i 8 dymów (domostw).
Według stanu z 1911 właścicielem dóbr ziemskich był Philipp Schwartzkopf. Zborowo było zniszczone w czasie I wojny światowej. W latach 20. XX wieku zmeliorowano liczący przeszło 500 ha teren oraz zelektryfikowano cały majątek. Jeszcze przed zakończeniem II wojny światowej, tuż po ucieczce niemieckich zarządców na początku stycznia 1945 roku majątkiem zaopiekował się Józef Kudlaszyk, a następnie Zborowo zostało włączone w skład Kombinatu Konarzewo. Majątek Zborowo już jako PGR Zborowo był zarządzany przez dyrektora Tadeusza Kościuszkę.
W latach 1975–1998 miejscowość administracyjnie należała do województwa poznańskiego.

## Turystyka
Nad jeziorem Niepruszewskim znajduje się plaża, przystań, pole campingowe.